# 小行星11763
小行星11763（11763 Deslandres）是一颗绕太阳运转的小行星，为主小行星带小行星。该小行星于1960年9月发现。
該小行星以法國天文學家亨利-亞歷山大·德朗達爾命名。

## 轨道参数
小行星11763的轨道半长轴为430 384 823 km，2.8769039 UA，离心率为0.013。